# Lorraine Coghlan
Lorraine Coghlan Robinson (Victòria, 23 de setembre de 1937) és una extennista professional australiana.
En el seu palmarès destaca un títol de Grand Slam, un torneig de Wimbledon (1956) en la prova de dobles mixts junt a Bob Howe. A banda d'aquest títol també va ser finalista en torneigs de Grand Slam en totes les categories, individual, dobles femenins i dobles mixts.
Es va casar amb John Robinson el 19 de desembre de 1959.

## Torneigs de Grand Slam

### Individual: 1 (0−1)
| Resultat  | Núm. | Any  | Torneig                  | Oponent         | Marcador |
| --------- | ---- | ---- | ------------------------ | --------------- | -------- |
| Finalista | 1.   | 1958 | Australian Championships | Angela Mortimer | 3−6, 4−6 |

### Dobles femenins: 4 (0−4)
| Resultat  | Núm. | Any  | Torneig                      | Parella             | Oponents                            | Marcador      |
| --------- | ---- | ---- | ---------------------------- | ------------------- | ----------------------------------- | ------------- |
| Finalista | 1.   | 1958 | Australian Championships     | Angela Mortimer     | Mary Bevis Hawton Thelma Coyne Long | 5−7, 8−6, 2−6 |
| Finalista | 2.   | 1959 | Australian Championships (2) | Mary Carter Reitano | Renée Schuurman Sandra Reynolds     | 5−7, 4−6      |
| Finalista | 3.   | 1960 | Australian Championships (3) | Margaret Smith      | Maria Bueno Christine Truman        | 2−6, 7−5, 2−6 |
| Finalista | 4.   | 1967 | Australian Championships (4) | Évelyne Terras      | Lesley Turner Bowrey Judy Tegart    | 0−6, 2−6      |

### Dobles mixts: 2 (1−1)
| Resultat   | Núm. | Any  | Torneig                  | Parella  | Oponents                           | Marcador   |
| ---------- | ---- | ---- | ------------------------ | -------- | ---------------------------------- | ---------- |
| Finalista  | 1.   | 1958 | Internationaux de France | Bob Howe | Shirley Bloomer Nicola Pietrangeli | 6−8, 2−6   |
| Guanyadora | 1.   | 1958 | Wimbledon Championships  | Bob Howe | Althea Gibson Kurt Nielsen         | 6−3, 13−11 |

## Palmarès

### Individual: 7 (3−4)
| Títols per superfície |
| --------------------- |
| Dura (0−0)            |
| Gespa (2−2)           |
| Terra batuda (1−2)    |

| Resultat   | Núm. | Data                   | Torneig                             | Superfície   | Oponent         | Marcador      |
| ---------- | ---- | ---------------------- | ----------------------------------- | ------------ | --------------- | ------------- |
| Finalista  | 1.   | 21 de novembre de 1957 | Adelaida, Austràlia                 | Gespa        | Angela Mortimer | 5−7, 3−6      |
| Finalista  | 2.   | 17 de gener de 1958    | Australian Championships, Austràlia | Gespa        | Angela Mortimer | 3−6, 4−6      |
| Finalista  | 3.   | 6 de maig de 1958      | Roma, Itàlia                        | Terra batuda | Maria Bueno     | 6−3, 3−6, 3−6 |
| Finalista  | 4.   | 6 d'abril de 1959      | Melbourne, Austràlia                | Terra batuda | Jan Lehane      | 0−6, 6−2, 2−6 |
| Guanyadora | 1.   | 9 de juny de 1959      | Melbourne                           | Terra batuda | Beverley Rae    | 9−7, 6−4      |
| Guanyadora | 2.   | 11 d'octubre de 1959   | Glen Iris, Austràlia                | Gespa        | Margaret Smith  | 6−2, 6−1      |
| Guanyadora | 3.   | 8 d'octubre de 1962    | Glen Iris                           | Gespa        | Beverley Rae    | 4−6, 6−3, 6−4 |

### Dobles femenins: 12 (4−8)
| Títols per superfície |
| --------------------- |
| Dura (0−0)            |
| Gespa (2−7)           |
| Terra batuda (2−1)    |

| Resultat   | Núm. | Data                   | Torneig                             | Superfície   | Parella             | Oponents                        | Marcador      |
| ---------- | ---- | ---------------------- | ----------------------------------- | ------------ | ------------------- | ------------------------------- | ------------- |
| Finalista  | 1.   | 22 de novembre de 1956 | Adelaida, Austràlia                 | Gespa        | Margaret Hellyer    | Althea Gibson Shirley Fry       | 1−6, 2−6      |
| Finalista  | 2.   | 17 de gener de 1958    | Australian Championships, Austràlia | Gespa        | Angela Mortimer     | M. Bevis Hawton T. Coyne Long   | 5−7, 8−6, 2−6 |
| Finalista  | 3.   | 6 de novembre de 1958  | Adelaida (2)                        | Gespa        | Mary Carter Reitano | Sandra Reynolds Renee Schuurman | 4−6, 3−6      |
| Finalista  | 4.   | 16 de gener de 1959    | Australian Championships (2)        | Gespa        | Mary Carter Reitano | Sandra Reynolds Renee Schuurman | 5−7, 4−6      |
| Guanyadora | 1.   | 6 d'abril de 1959      | Melbourne, Austràlia                | Terra batuda | Beverley Rae        | Margo Rayson Margaret Smith     | 6−4, 3−6, 6−1 |
| Guanyadora | 2.   | 9 de juny de 1959      | Melbourne                           | Terra batuda | Beverley Rae        | Margo Rayson Margaret Smith     | 7−5, 6−1      |
| Guanyadora | 3.   | 11 d'octubre de 1959   | Glen Iris, Austràlia                | Gespa        | Margaret Smith      | Margo Rayson Judy Tegart        | 6−1, 4−6, 8−6 |
| Finalista  | 5.   | 30 de novembre de 1959 | Melbourne, Austràlia                | Gespa        | Margaret Smith      | Maria Bueno Christine Truman    | 1−6, 1−6      |
| Finalista  | 6.   | 22 de gener de 1960    | Australian Championships (3)        | Gespa        | Margaret Smith      | Maria Bueno Christine Truman    | 2−6, 7−5, 2−6 |
| Finalista  | 7.   | 19 d'octubre de 1960   | Brisbane, Austràlia                 | Terra batuda | Margaret Smith      | Joan Gray Fay Muller            | 2−6, 1−6      |
| Guanyadora | 4.   | 8 d'octubre de 1962    | Glen Iris                           | Gespa        | Beverley Rae        | Cheryl Begbie Ann Jenkins       | 7−5, 7−5      |
| Finalista  | 8.   | 20 de gener de 1967    | Australian Championships (4)        | Gespa        | Évelyne Terras      | L. Turner Bowrey Judy Tegart    | 0−6, 2−6      |

### Dobles mixts: 2 (1−1)
| Títols per superfície |
| --------------------- |
| Dura (0−0)            |
| Gespa (1−0)           |
| Terra batuda (0−1)    |

| Resultat   | Núm. | Data               | Torneig                             | Superfície   | Parella  | Oponents                           | Marcador   |
| ---------- | ---- | ------------------ | ----------------------------------- | ------------ | -------- | ---------------------------------- | ---------- |
| Finalista  | 1.   | 20 de maig de 1958 | Internationaux de France, França    | Terra batuda | Bob Howe | Shirley Bloomer Nicola Pietrangeli | 6−8, 2−6   |
| Guanyadora | 1.   | 23 de juny de 1958 | Wimbledon Championships, Regne Unit | Gespa        | Bob Howe | Althea Gibson Kurt Nielsen         | 6−3, 13−11 |

## Trajectòria

### Individual
| Open d'Austràlia | 2R | QF | SF | F  | QF | QF | A | 2R | A | A | A | A | QF | 1R | A | A | A  | 0 / 9 |
| Roland Garros | A  | A  | A  | 4R | A  | A  | A | A  | A | A | A | A | A  | A  | A | A | A  | 0 / 1 |
| Wimbledon | A  | A  | A  | 4R | A  | A  | A | A  | A | A | A | A | A  | A  | A | A | 4R | 0 / 2 |
| US Open | A  | A  | A  | 2R | A  | A  | A | A  | A | A | A | A | A  | A  | A | A | A  | 0 / 1 |
| Llegenda: G: Guanyadora; F: Finalista; SF: Semifinalista; QF: Quarts de final; Q: Qualificació; A: Absent; RR: Round Robin; |    |    |    |    |    |    |   |    |   |   |   |   |    |    |   |   |    |       |

### Dobles femenins
| Open d'Austràlia | SF | F  | F | F | SF | A | A | A | A | A | F | A | A | A | A  | 0 / 6 |
| Roland Garros | A  | SF | A | A | A  | A | A | A | A | A | A | A | A | A | A  | 0 / 1 |
| Wimbledon | A  | 3R | A | A | A  | A | A | A | A | A | A | A | A | A | 1R | 0 / 2 |
| US Open | A  | 2R | A | A | A  | A | A | A | A | A | A | A | A | A | A  | 0 / 1 |
| Llegenda: G: Guanyadora; F: Finalista; SF: Semifinalista; QF: Quarts de final; Q: Qualificació; A: Absent; RR: Round Robin; |    |    |   |   |    |   |   |   |   |   |   |   |   |   |    |       |

### Dobles mixts
| Open d'Austràlia | SF | SF | QF | QF | A | A | A | A | A | A | 2R | A | A | A | A  | 0 / 5 |
| Roland Garros | A  | F  | A  | A  | A | A | A | A | A | A | A  | A | A | A | A  | 0 / 1 |
| Wimbledon | A  | G  | A  | A  | A | A | A | A | A | A | A  | A | A | A | 3R | 1 / 2 |
| US Open | A  | A  | A  | A  | A | A | A | A | A | A | A  | A | A | A | A  | 0 / 0 |
| Llegenda: G: Guanyadora; F: Finalista; SF: Semifinalista; QF: Quarts de final; Q: Qualificació; A: Absent; RR: Round Robin; |    |    |    |    |   |   |   |   |   |   |    |   |   |   |    |       |